# Łorino
Łorino (ros. Лорино) – wieś w Rosji, w Czukockim Okręgu Autonomicznym, w rejonie czukockim. W 2021 liczyła 1426 mieszkańców.